# Banco do Estado de Pernambuco
O Banco do Estado de Pernambuco - BANDEPE, foi um banco público estadual de Pernambuco fundado em 1966 e privatizado em 1998.
Inicialmente era denominado Banco de Desenvolvimento do Estado de Pernambuco, tendo sido previsto para o fomento do estado, através das ações governamentais e beneficiando a expansão do parque industrial, não apenas com a instalação de novas indústrias mas também no crescimento das existentes, da agricultura e pecuária.
Posteriormente assumiu uma postura mais abrangente no mercado financeiro, deixando de lado sua roupagem de banco unicamente voltado para o financiamento público.

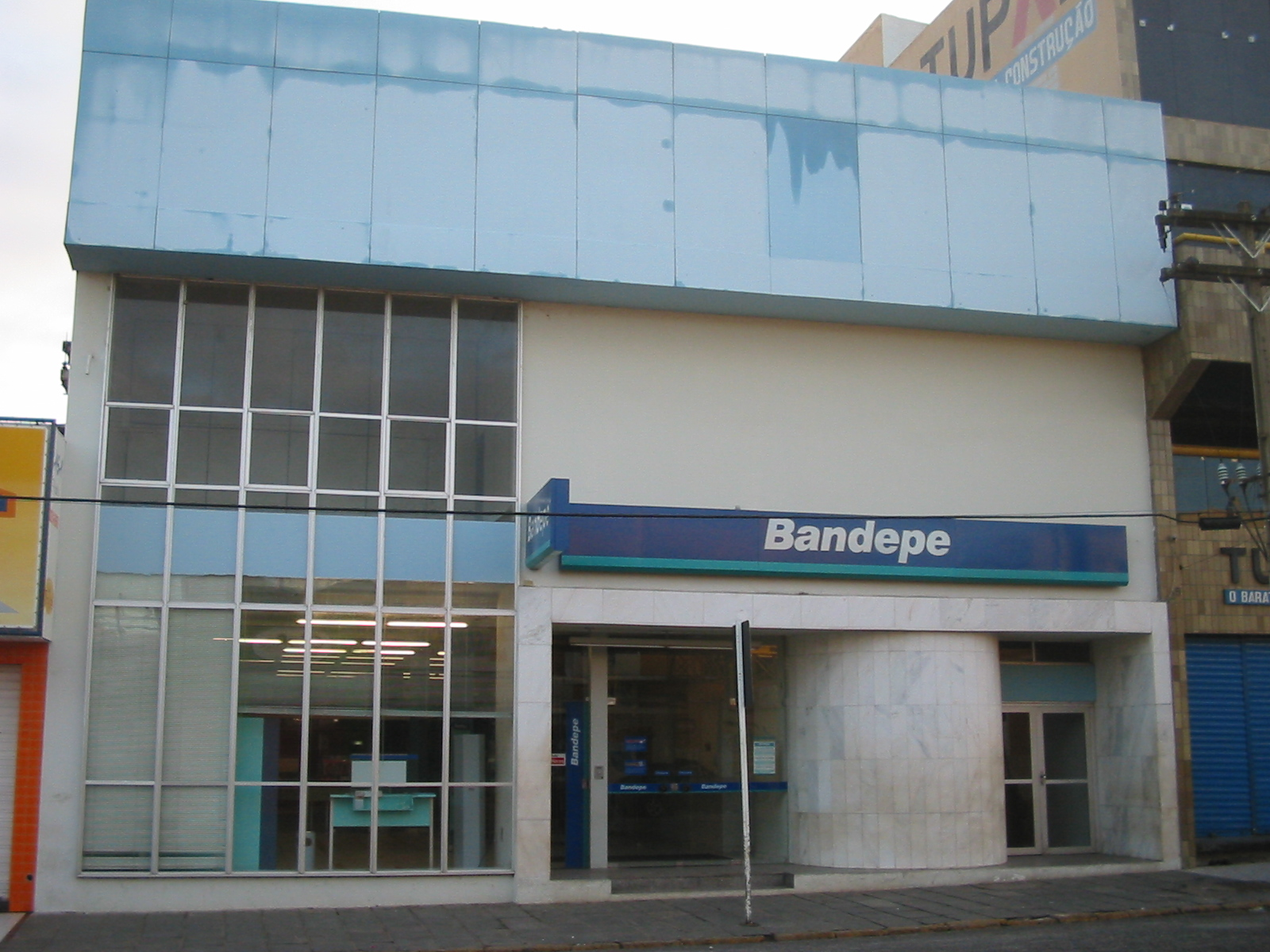
Agência do BANDEPE em Serra Talhada, sertão pernambucano.

Através do Bandepe, o sistema bancário fez-se presente nos diversos municípios interioranos de Pernambuco, preteridos pelas demais instituições financeiras. Durante a década de 1980, passou por uma expansão e o seu número de agências chegou ao número 154, sendo que 9 delas eram agências interestaduais: Fortaleza, Natal, João Pessoa, Maceió, Aracaju, Salvador, Rio de Janeiro, São Paulo e Brasília. Na região metropolitana de Recife eram mais de 20 agências. Também foi o primeiro banco oficial a interligar online suas agências, ainda na década de 1980.
Durante o movimento de privatização das estatais, na última década do século XX, quando chegou a sofrer um processo de intervenção do Banco Central do Brasil, foi levado à leilão em 1998, passando seu controle acionário ao ABN AMRO, através do Banco Real, que o incorporou em 2006. Em 2008 o Banco Santander comprou a operação do holandês ABN AMRO na América Latina tornando-se no Brasil o terceiro maior banco em ativos.